# Henryk Zygalski
Henryk Zygalski (AFI: [ˈxɛnrɨk zɨˈɡalski]); Posen, 15 de julio de 1908–Liss, 30 de agosto de 1978) fue un matemático y criptólogo polaco que trabajó en el descifrado del código alemán Enigma antes y durante la Segunda Guerra Mundial.

## Biografía
A partir de septiembre de 1932, Zygalski ocupó un puesto de criptólogo civil en el Biuro Szyfrów (Oficina de Cifrado) del Estado Mayor polaco con sede en el Palacio Sajón de Varsovia. Trabajó en el departamento junto con Marian Rejewski y Jerzy Różycki, quienes, al igual que él, también eran graduados de la Universidad de Poznań y del curso de cifrado de la propia Oficina de Cifrado. Juntos,  desarrollaron métodos y equipos para descifrar los mensajes de la máquina Enigma.

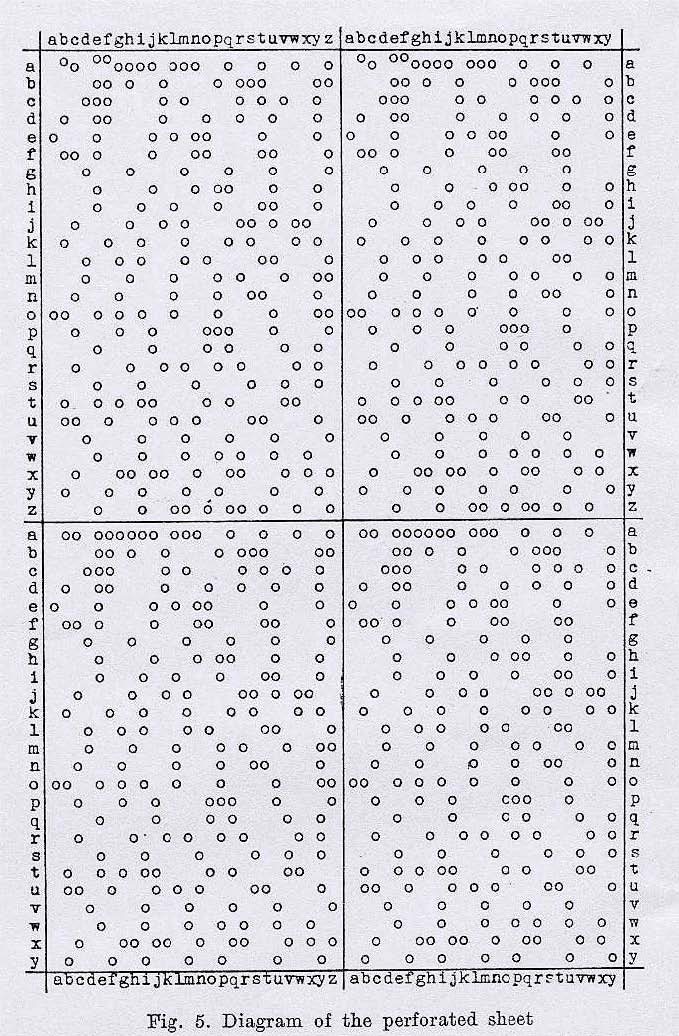
Hoja de Zygalski

A finales de 1938, en respuesta a la creciente complejidad en los procedimientos alemanes de cifrado, Zygalski diseñó las «hojas perforadas», también conocidas como las «hojas de Zygalski», un ingenio manual para detectar la configuración de Enigma. Este instrumento, al igual que el «catálogo de tarjetas» anterior, era independiente del número de conexiones utilizadas en el conmutador de Enigma.
Tras la guerra, permaneció exiliado en el Reino Unido y trabajó hasta su jubilación impartiendo conferencias de estadística matemática en la Universidad de Surrey. Durante este periodo, la Ley de Secretos Oficiales le tuvo prohibido hablar de sus logros en materia criptológica.
Murió el 30 de agosto de 1978 en Liss. Fue cremado y sus cenizas fueron trasladadas a Londres.

## Reconocimientos
Poco antes de su muerte, la Universidad Polaca en el Exilio le concedió un doctorado honorífico por su papel en descifrar el código Enigma.